# Шосланд, Казимеж
Казимеж Шосланд (пол. Kazimierz Szosland; 21 февраля 1891, Гримачев, Российская империя — 20 апреля 1944, лес около Гродзиска-Мазовецкого, нацистская Германия) — польский военный, майор кавалерии Войска Польского, участник движения Сопротивления в Польше, участник двух Олимпийских игр, призёр Олимпийских игр 1928 года.
Родился в семье Станислава и Казимиры (девичья фамилия Бялобжеская). Семья владела землями в самом Гримачёве, а также в соседней деревне Влоцин, в гмине Блашки, Калишской губернии. В 1902 году семья переехала жить в Калиш, где Казимеж учился в 1905—1911 годах в Торговой школе, в которой и получил аттестат зрелости. После чего начал учёбу на факультете Машиностроения Львовской Политехники. После того, как он отучился там 6 семестров, 14 января 1915 года был призван в российскую армию.
18 ноября 1918 года добровольцем вступил в Войско Польское. Зачислен в 3 эскадрон 2 уланского Гроховского полка имени генерала Ю. Дверницкого. Участник польско-украинской и советско-польской войн. В апреле 1919 года начал обучение в Варшавской школе подхорунжих и Центре обучения подхорунжих кавалерии в Пшемысле. В 1920 получил первый офицерский чин подпоручика, с которым и закончил своё участие в боевых действиях 15 марта 1921 года.
В 1921—1922 годах командир штабной роты, командир боевого взвода после присвоения звания поручика (1923). Затем до 1937 года — инструктор конной езды в Центре обучения артиллерии. Участник множества соревнований по конному спорту. Рекордсмен Польши по количеству стартов в Кубке Наций (23 старта), в которых одержал 9 побед (Ницца 1925, 1928; Нью-Йорк 1926; Варшава 1927, 1931, 1933; Рига 1931, 1932; Спа 1935). Дважды участвовал в Олимпийских играх (1924 и 1928). На Играх 1928 года в Амстердаме завоевал серебряную медаль в командных состязаниях в конкуре. В 1931 году получил чин ротмистра.
15 апреля 1937 года назначен командиром Спортивной конной группы Войска Польского. На начало войны находился в Грудзёндзе, где получил приказ перевезти самых ценных лошадей в Сарны на железнодорожном транспорте. Вместе с ним выехала и жена Стефания с сыном Анджеем. Под Гурой Кальварией эшелон был разбомблен немецкой авиацией. При этом значительная часть ценных коней погибла. Шосланд попытался добраться до Венгрии, с целью интернирования там и дальнейшего продолжения борьбы во Франции, но в окрестностях Львова был взят в плен наступающей Красной Армией. Сумев сбежать из плена, он возвращается в Варшаву, а затем, включившись в подпольную работу, по заданию командования Армии Крайовой, поселяется на околице Гродзиска-Мазовецкого, в фольварке Йезувцы. Занимался снабжением партизанских групп продуктами и амуницией, для чего также принимал грузы, сбрасываемые с самолётов британской армии, был казначеем районного отдела АК.
Погиб 20 апреля 1944 года. Во времена ПНР писалось что он погиб в немецкой засаде в лесу. Потом популярной стала версия, что майор Шосланд был убит прямо на пороге своего дома коммунистическими партизанами. Какая из версий верна, так и не установлено.